# 捷克斯洛伐克共和國德意志社會民主工人黨
捷克斯洛伐克共和國德意志社會民主工人黨（德語：Deutsche sozialdemokratische Arbeiterpartei in der Tschechoslowakischen Republik；簡稱「DSAP」），是一個捷克斯洛伐克德意志族的社會民主主義政黨，在1919年奧地利社會民主工人黨的波希米亞黨組織脫離母黨時成立。1919年8月30日至9月3日，該黨在特普利采舉行成立大會；該黨的首任領導人是約瑟夫·塞利格。
在捷克斯洛伐克第一共和國時期，該黨是最主要的德意志族政黨，目標是讓德意志族也能在共和國內佔有一席之地。起初，該黨在政治上與社會上是激進的；該黨將捷克斯洛伐克形容為「帝國主義聯盟的產物」，亦稱捷克斯洛伐克憲法是「民主的自殺」。但不久後，該黨的激進觀點在1920年10月卡爾·克雷比奇為首的激進左翼退出並加入捷克斯洛伐克共產黨後產生了變化。在1921年至1926年期間，該黨人數遽減，從12萬減至6萬 。與右翼政黨不同，該黨接受猶太人黨員，也提名猶太裔的候選人。
該黨的一些主要成員開始與試圖說服該黨加入政府的托馬斯·馬薩里克總統進行會談。該黨最終於1929年同意時任領導人路德維希·捷克擔任公共事務部部長。
在經濟大蕭條期間，該黨失去了很多蘇台德德意志人支持者，蘇台德德意志人黨變得越來越重要。當慕尼黑協定簽署，納粹德國軍隊開始佔領蘇台德區時（1938年10月1日），只有少數反納粹人士可以進入剩餘的捷克斯洛伐克領土。納粹軍隊進入後，立即開始對社會民主黨人及其他反納粹主義者的迫害。1938年10月至12月，2萬名社會民主黨人遭逮捕；2500名蘇台德德意志人被單獨送往達豪集中營；約有3萬人試圖逃到西方。1939年2月22日，該黨領導層決定終止在捷克斯洛伐克的運作，並且以「蘇台德德意志人社會民主主義忠誠共同體」（Treuegemeinschaft sudetendeutscher Sozialdemokraten）繼續在國外運作，並且在奧斯陸發行半月刊《蘇台德自由》（Sudeten-Freiheit）
。
該黨在 1923 年至 1938 年間是社會主義工人國際的成員。

## 腳註
1. ↑  Thomas Keller. . Diplomica Verlag. 2012: 22. ISBN 978-3-8428-8726-8.
2. ↑  Šebek 2000, 268.
3. ↑  Osterloh, Jörg. . Gruner, Wolf; Osterloh, Jörg  (编). . War and Genocide. 由Heise, Bernard翻译. New York: Berghahn Books. 2015: 71–72. ISBN 978-1-78238-444-1 （英语）.
4. ↑  Labour and Socialist International. The Socialist Press - The press of the parties affiliated to the Labour and Socialist International. Series 4 - No. 2. Brussels, August 1939. p. 61
5. ↑  Kowalski, Werner. Geschichte der sozialistischen arbeiter-internationale: 1923–19. Berlin: Dt. Verl. d. Wissenschaften, 1985. p. 328